# Aboriella
Aboriella – rodzaj roślin z rodziny pokrzywowatych (Urticaceae). Jest to rodzaj monotypowy, obejmujący tylko gatunek Aboriella myriantha (Dunn) Bennet, Indian Forester 107: 437 1981. Występuje on we wschodniej części Himalajów.